# Barry Sloane

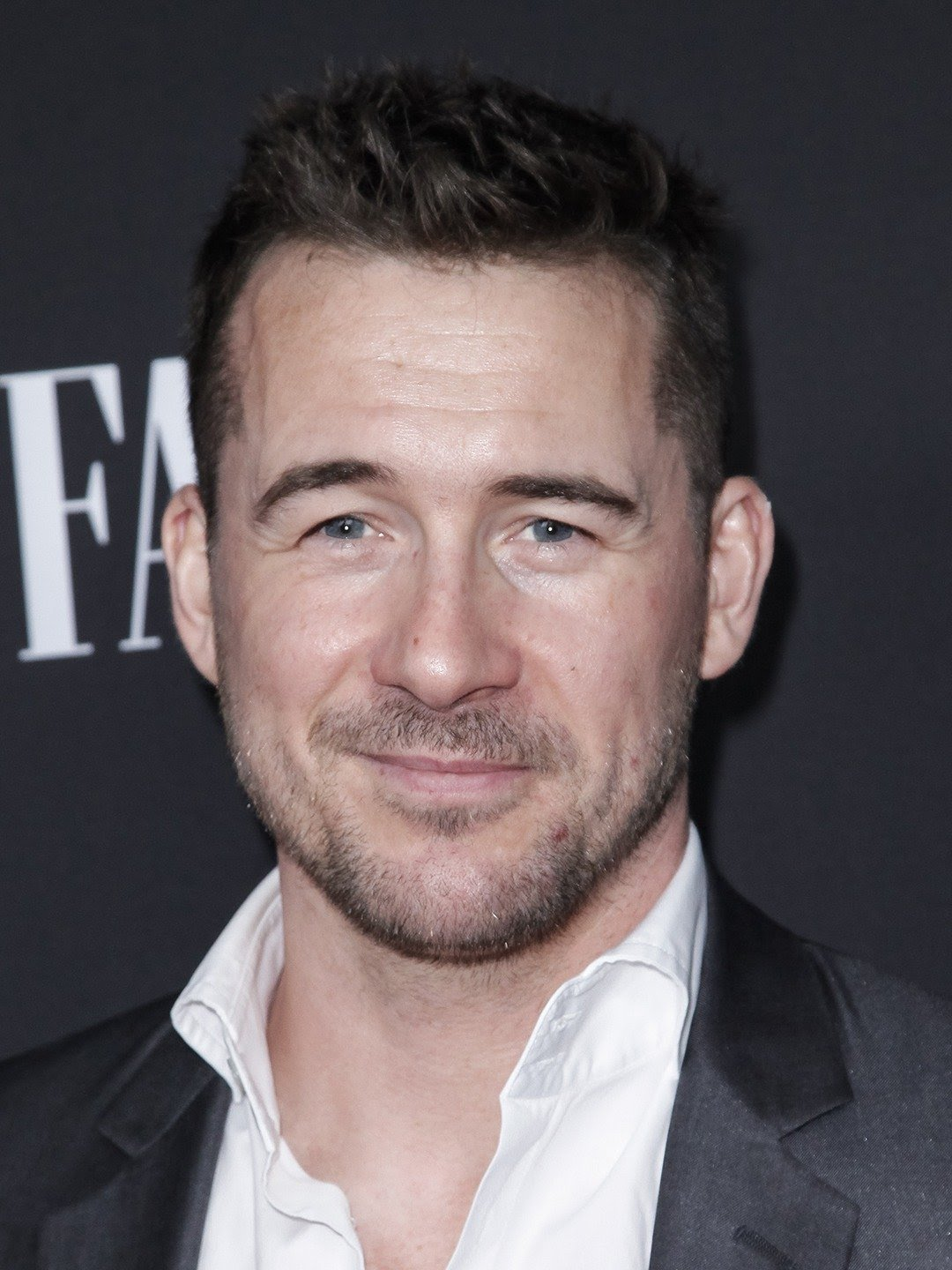
Barry Sloane, 2019

Barry Paul Sloane (* 10. Februar 1981 in Liverpool) ist ein britischer Schauspieler.

## Leben
Barry Sloane wurde in Liverpool geboren. Er studierte Schauspiel und Musik, bevor er sein Schauspieldebüt im Fernsehfilm In His Life: The John Lennon Story im Jahr 2000 machte. Er erhielt die Rolle des Sean Smith in Brookside. Daraufhin war er länger nicht mehr zu sehen, bevor er die Hauptfigur Niall Rafferty in der Seifenoper Brookside erhielt. Diese Rolle verkörperte er von Dezember 2007 bis November 2008, die seinen nationalen Durchbruch darstellte. Anschließend war er in verschiedenen Fernsehserien in Gastrolle zu sehen.
Der internationale Durchbruch gelang ihm durch seine Darstellung des Aiden Mathis in der zweiten und dritten Staffel der ABC-Thrillerserie Revenge, die er von 2012 bis 2014 spielte. Er war zunächst in einer Nebenrolle zu sehen, bevor er während der zweiten Staffel zum Hauptdarsteller aufstieg. Ab Winter 2014/2015 war er in der ebenfalls von ABC ausgestrahlten Science-Fiction-Fernsehserie The Whispers als Wes Lawrence zu sehen. Weitere Serienengagements folgten.
Privat ist er seit 2013 mit der Modedesignerin Katy O’Grady verheiratet. Die beiden haben eine Tochter namens Gracie Bluebell Sloane (* 2010) und einen Sohn namens Lennon Michael Sloane (* 2016).

## Filmografie (Auswahl)
- 2000: In His Life: The John Lennon Story (Fernsehfilm)
- 2002–2003: Brookside (Soap)
- 2004: Holby City (Fernsehserie, Episode 7x06)
- 2007–2008: Hollyoaks (Soap)
- 2010: The Bill (Fernsehserie, Episode 26x03)
- 2010: Doctors (Fernsehserie, Folge 11x218)
- 2010: Inspector Banks (DCI Banks, Fernsehserie, 2 Episoden)
- 2010–2011: Holby City (Fernsehserie, 9 Episoden)
- 2012–2014: Revenge (Fernsehserie, 43 Episoden)
- 2013: Father Brown (Father Brown, Fernsehserie, Episode 1x01)
- 2013: Das Penthouse (Penthouse North)
- 2014: Noah
- 2015: The Whispers (Fernsehserie)
- 2015–2017: Longmire (Fernsehserie, 10 Episoden)
- 2017–2018: Six (Fernsehserie)
- 2016: Shameless (Fernsehserie, 2 Episoden)
- 2019: L.A.’s Finest (Fernsehserie, 7 Episoden)
- 2022–2023: The Bay (Fernsehserie)
- 2023: The Company You Keep (Fernsehserie, 5 Episoden)
- 2025: Sandman (The Sandman, Fernsehserie, 3 Episoden)

## Computerspiele
- 2019: Call of Duty: Modern Warfare (Captain Price)
- 2022: Call of Duty: Modern Warfare 2 (Captain Price)
- 2023: Call of Duty: Modern Warfare 3 (Captain Price)